# Daïra de Tolga
La daïra de Tolga est une daïra d'Algérie située dans la région des Aurès, dépendant de la wilaya de Biskra et dont le chef-lieu est la ville éponyme de Tolga.

## Communes
La daïra est composée de quatre communes : Tolga, Bouchagroune, Bordj Ben Azzouz et Lichana.